# Maidstone (Stany Zjednoczone)
Maidstone – miasto w Stanach Zjednoczonych, w stanie Vermont, w hrabstwie Essex.